# Zbudza
Zbudza (ungarisch Izbugya) ist eine Gemeinde im Osten der Slowakei mit 521 Einwohnern (Stand 31. Dezember 2024), die zum Okres Michalovce, einem Teil des Košický kraj, gehört und in der traditionellen Landschaft Zemplín liegt.

## Geographie

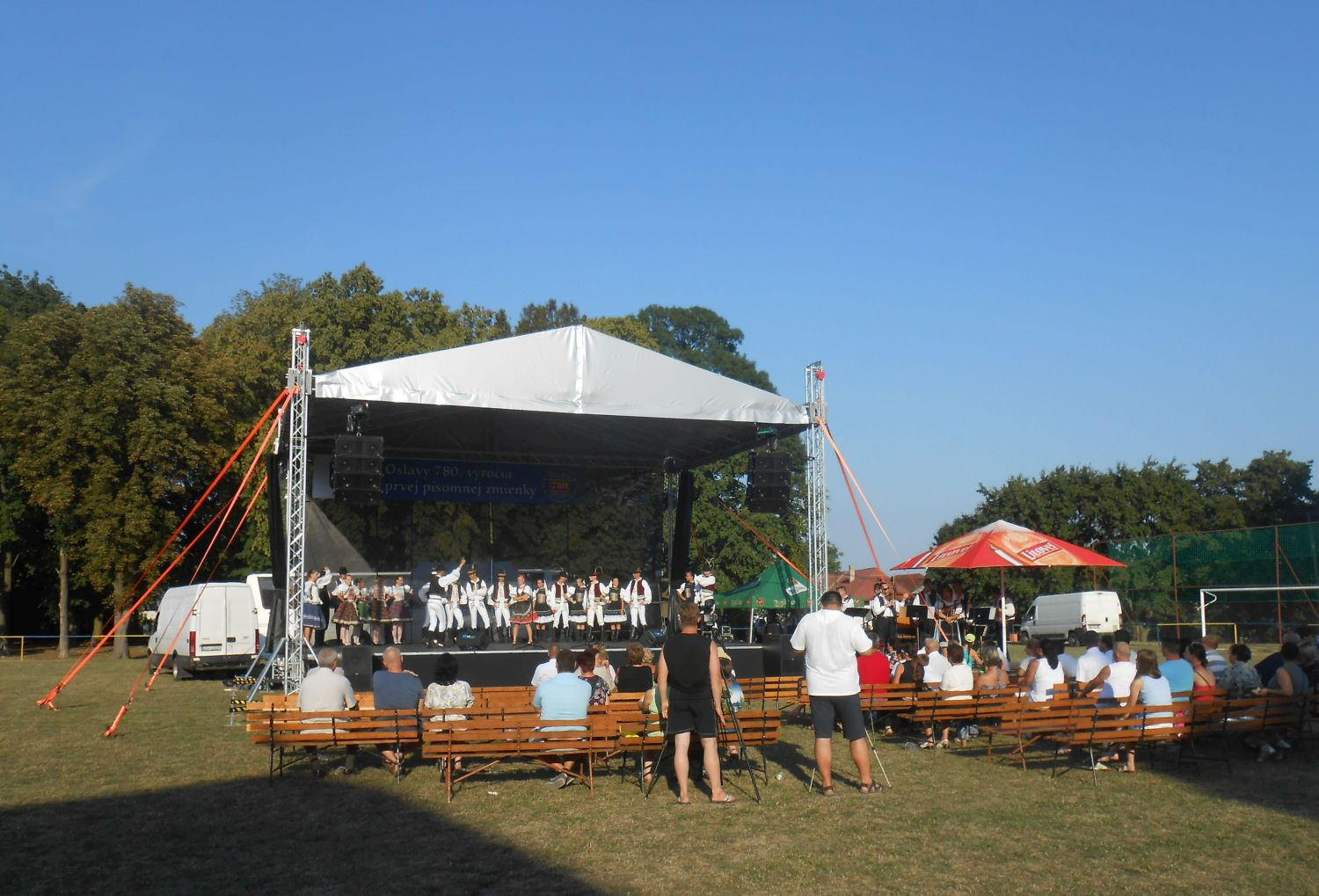
Feierlichkeiten zum 780. Jahrestag der Ersterwähnung

Die Gemeinde befindet sich im Ostslowakischen Hügelland im Ostslowakischen Tiefland, am Bach Turský jarok, der im Ort als linksseitiger Zufluss in den Laborec mündet. Das Ortszentrum liegt auf einer Höhe von 130 m n.m. und ist acht Kilometer von Michalovce entfernt.
Nachbargemeinden sind Staré und Oreské im Norden, Trnava pri Laborci im Nordosten, Osten und Südosten, Michalovce im Süden, Petrovce nad Laborcom im Südwesten und Nacina Ves im Westen.

## Geschichte
Das Gemeindegebiet von Oreské wurde in der Jungsteinzeit besiedelt, mit Überresten von Siedlungen aus der Bronze-, Latène- und Römerzeit sowie einer slawischen Siedlung aus dem 9. und 10. Jahrhundert.
Zbudza wurde zum ersten Mal 1235 schriftlich erwähnt. Jahrelang war der Ort zwischen den Komitaten Semplin und Ung geteilt, bevor er 1881 vollständig zum Komitat Semplin kam. In der zweiten Hälfte des 13. Jahrhunderts war das Dorf Besitz von Jakov aus dem Geschlecht Kaplyon. Im späten 16. Jahrhundert wurden Mitglieder der Familie Vicmándy Gutsherren, Anteile gehörten aber auch Familien wie Sztáray, Csáky, Boronkay und Fejerváry. 
1720 gab es 15 Haushalte. 1828 zählte man 39 Häuser und 408 Einwohner, die als Landwirte und Obstbauern tätig waren.
Bis 1918/1919 gehörte der im Komitat Semplin liegende Ort zum Königreich Ungarn und kam danach zur Tschechoslowakei beziehungsweise heute Slowakei. In der Zeit der ersten tschechoslowakischen Republik waren die Einwohner als Holzfäller und Landwirte beschäftigt. Nach dem Zweiten Weltkrieg wurde die örtliche Einheitliche landwirtschaftliche Genossenschaft (Abk. JRD) im Jahr 1958 gegründet, ein Teil der Einwohner pendelte zur Arbeit nach Strážske und Michalovce.

## Bevölkerung
| Jahr                | 1994 | 2004    | 2014    | 2024    |
| ------------------- | ---- | ------- | ------- | ------- |
| Anzahl der Personen | 553  | 537     | 542     | 521     |
| Unterschied         |      | −2,89 % | +0,93 % | −3,87 % |

| Jahr                | 2023 | 2024    |
| ------------------- | ---- | ------- |
| Anzahl der Personen | 519  | 521     |
| Unterschied         |      | +0,38 % |

Nach der Volkszählung 2011 wohnten in Zbudza 535 Einwohner, davon 502 Slowaken, drei Russinen und zwei Tschechen. 28 Einwohner machten keine Angabe zur Ethnie.
325 Einwohner bekannten sich zur römisch-katholischen Kirche, 152 Einwohner zur griechisch-katholischen Kirche, jeweils drei Einwohner zur Evangelischen Kirche A. B. und zur evangelisch-methodistischen Kirche sowie jeweils ein Einwohner zu den Brethren und den Zeugen Jehovas. Sieben Einwohner waren konfessionslos und bei 43 Einwohnern wurde die Konfession nicht ermittelt.

## Bauwerke und Denkmäler

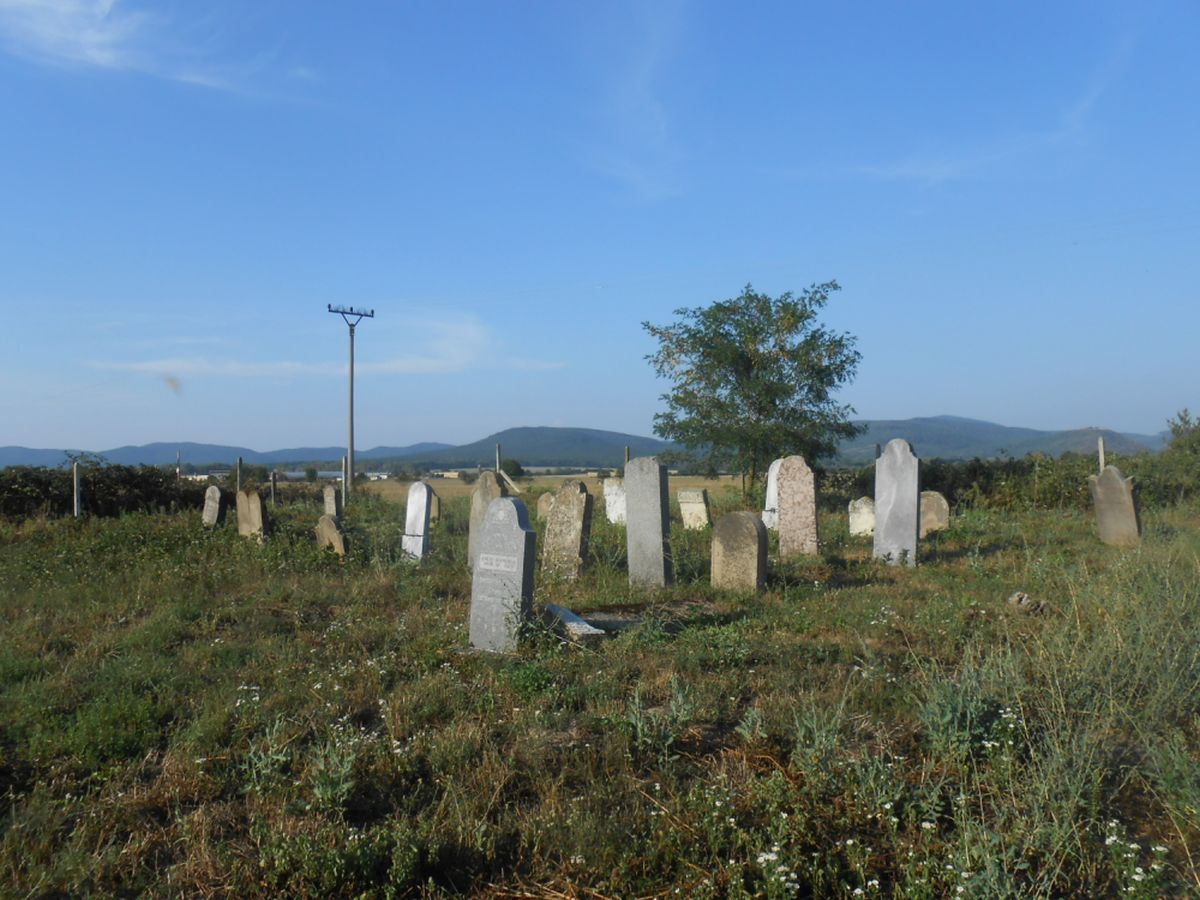
Alter jüdischer Friedhof bei Zbudza

- römisch-katholische Kirche Sieben Schmerzen Mariens, ursprünglich romanischer Sakralbau aus dem zweiten Drittel des 13. Jahrhunderts, im 18. Jahrhundert maßgeblich umgebaut und 1902 um den Turm ergänzt
- griechisch-katholische Kirche aus dem Jahr 1938

## Verkehr
Durch Zbudza führt die Cesta III. triedy 3741 („Straße 3. Ordnung“) von Michalovce nach Staré und Strážske. Nördlich des Ortes beginnt die Cesta III. triedy 3742 nach Oreské. Der nächste Bahnanschluss ist in Michalovce an der Bahnstrecke Michaľany–Łupków.